# Saint-Joire
Saint-Joire – miejscowość i gmina we Francji, w regionie Grand Est, w departamencie Moza.
Według danych na rok 1990 gminę zamieszkiwało 260 osób, a gęstość zaludnienia wynosiła 14 osób/km² (wśród 2335 gmin Lotaryngii Saint-Joire plasuje się na 787. miejscu pod względem liczby ludności, natomiast pod względem powierzchni na miejscu 216.).